# جامع حمو ليلى
جامع حمو ليلى وهو أحد جوامع العاصمة دمشق الواقع في منطقة ركن الدين، يعد رضوان الحمصي خطيباً له.